# Турач коки
Тура́ч коки (лат. Campocolinus coqui) — вид птиц из трибы Gallini семейства фазановых (Phasianidae).

## Описание
Выражен половой диморфизм. У самцов красно-коричневая макушка, над глазами и клювом, а также на подбородке, горле, щеках, затылке и по бокам шеи оперение золотистого цвета. Нижняя часть шеи и затылок покрыты полосами чёрно-белого цвета. Верхняя часть тела имеет отчётливый перепелиный рисунок, нижняя часть светло-жёлтая с чёрными полосами. Перья хвоста ржаво-жёлтые. У самок бурая макушка и светло-жёлтое лицо. Пунктирная полоса чёрно-белого цвета тянется от бровей через виски и заканчивается по бокам шеи. Та же самая полоса проходит от уголков клюва вниз. Горло белое, шея, грудь и верхняя часть тела красно-коричневые, стержень перьев белый. Нижняя сторона бледно-жёлтая с чёрными полосами.

## Распространение
Турач коки распространён нерегулярно от северной Мавритании до южной Африки. Он населяет преимущественно травянистые ландшафты, степи, саванны и сухой буш, а также светлые леса и поля. На плоскогорьях он живёт вплоть до высоты 2 000 м над уровнем моря.

## Образ жизни
Турач коки гнездится чаще на земле. Птица питается разными насекомыми и семенами. В брачный период самцы издают громкий призыв «терр, инк, инк, терра, терра терра», отдаленно похожий на звук детской трубы. В кладке 4—5 яиц. Когда на свет появляются птенцы, несколько пар птиц объединяются в небольшие группы.